# Chthamalus fragilis
Chthamalus fragilis is een zeepokkensoort uit de familie van de Chthamalidae. De wetenschappelijke naam van de soort werd in 1854 gepubliceerd door Charles Darwin.

## Verspreiding
Chthamalus fragilis is een kleine grijze zeepok (tot 9 mm groot) die voor het eerst werd beschreven in Charleston, South Carolina. Het oorspronkelijke verspreidingsgebied strekt zich uit van New Jersey tot Mexico. Het wordt geïntroduceerd in Zuid-New England en wordt gevonden van Long Island Sound tot Cape Cod. De noordelijke verspreidingslimiet van C. fragilis lijkt te worden bepaald door temperatuur en concurrentie met de gewone zeepok (Semibalanus balanoides). In zijn oorspronkelijke verspreidingsgebied wordt C. fragilis aangetroffen in een breed scala van leefgebieden, waaronder moerasgrassen en rotsen, maar in zijn geïntroduceerde verspreidingsgebied is hij beperkt tot het rotsachtige intergetijdengebied.